# Makhosini Dlamini
Makhosini Jaheso Dlamini (* 1914 in Enhletsheni; † 28. April 1978 in Mbabane) war ein swasiländischer Politiker und von 1968 bis 1976 Premierminister von Swasiland (heute: Eswatini).
Er war der älteste Sohn von König Sobhuza II. und wurde nach der Erlangung der Eigenstaatlichkeit Swasilands im Jahr 1968 erster Premierminister des unabhängigen Staates. Gleichzeitig war er von 1968 bis 1970 Außenminister. Er diente seinem autoritär regierenden Vater loyal – auch bei der Auflösung des Parlaments im Jahr 1973.
| Personendaten    | Personendaten                                            |
| ---------------- | -------------------------------------------------------- |
| NAME             | Dlamini, Makhosini                                       |
| ALTERNATIVNAMEN  | Dlamini, Makhosini Jaheso                                |
| KURZBESCHREIBUNG | swasiländischer Politiker, Premierminister von Swasiland |
| GEBURTSDATUM     | 1914                                                     |
| GEBURTSORT       | Enhletsheni                                              |
| STERBEDATUM      | 28. April 1978                                           |
| STERBEORT        | Mbabane                                                  |